# 库奥皮奥机场
库奥皮奥机场（芬蘭語：Kuopion lentoasema，IATA：KUO，ICAO：EFKU），位于芬兰北薩沃尼亞區的锡林耶尔维市镇。该机场主要为库奥皮奥市服务，距离库奥皮奥市区大约14公里。

## 历史
库奥皮奥机场于1939年11月开工建设，1940年5月首飞。继续战争期间，该机场曾是德国空军的基地。1946年起开通定期客运航班。

## 现状

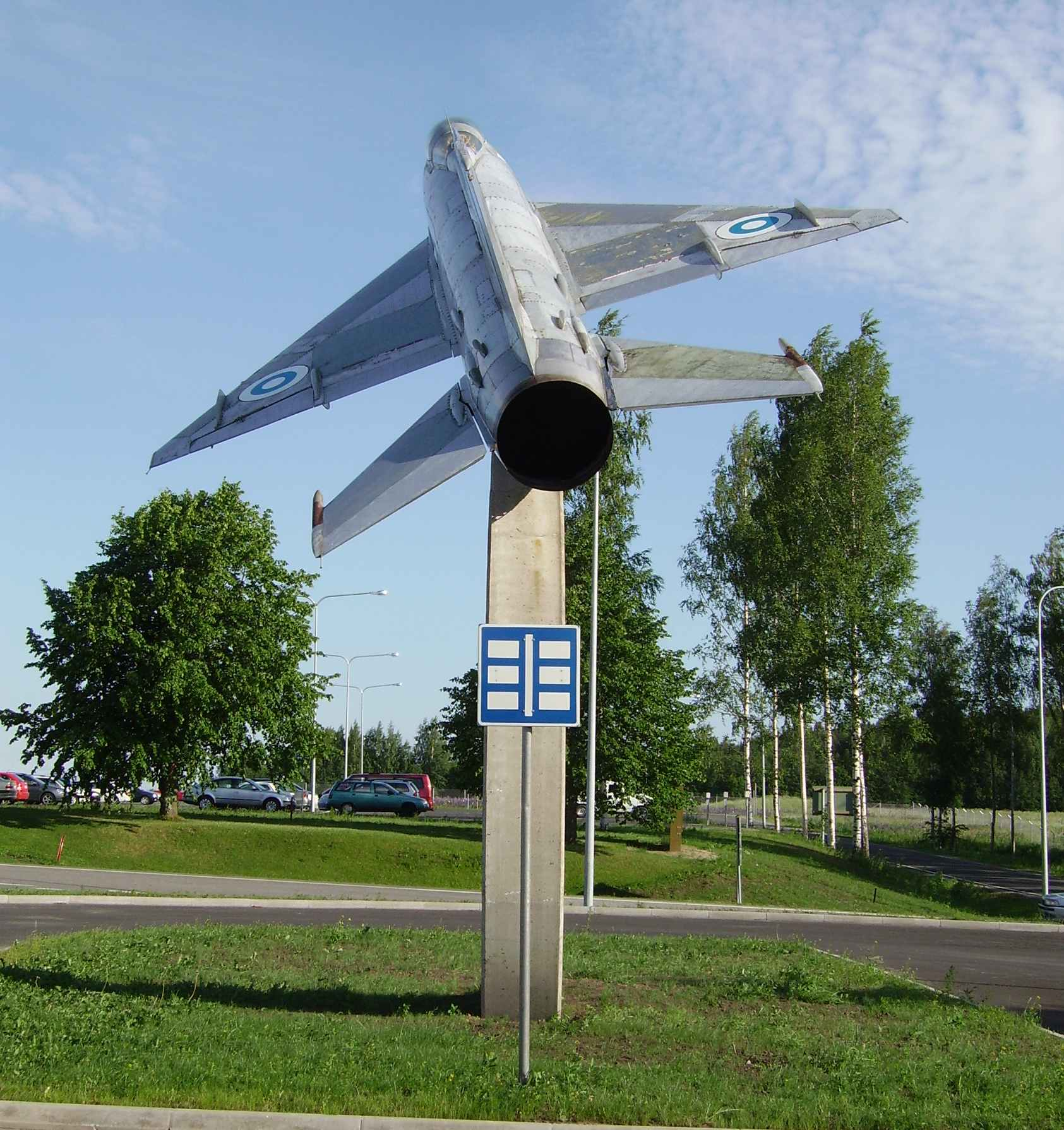
机场入口处的米格-21雕塑

库奥皮奥机场主要运行芬兰国内航线以及部分国际包机。2008年，波罗的海航空开通的库奥皮奥-里加航线，是库奥皮奥机场的首条定期国际航线。另据芬兰国家电视台报道，库奥皮奥机场是2006年芬兰五家赢利机场之一。2007年库奥皮奥机场旅客运输量为30.4万人次。
库奥皮奥机场还是芬兰空军卡累利阿司令部以及31飞行中队的所在地。

## 设施
库奥皮奥机场有两条跑道。其中主跑道方向为15/33，长宽分别是2800米×60米。另一条跑道方向06/24，长宽1500米×45米，目前停用。
2007年底，库奥皮奥机场新塔台投入使用。这是欧洲现在最先进的塔台之一。但旧塔台并不拆除。
2008年3月，一座独特的湖畔航站楼竣工。这座航站楼离塔台200米远，坐落在塞马湖畔。其建成一方面为湖畔旅游村服务，另一方面使机场与芬兰湖区各城市的水上交通衔接更加方便。从这里就能迅速前往湖区城市伊马特拉、约恩苏、库奥皮奥、拉彭兰塔、米凯利、萨翁林纳和瓦尔考斯。

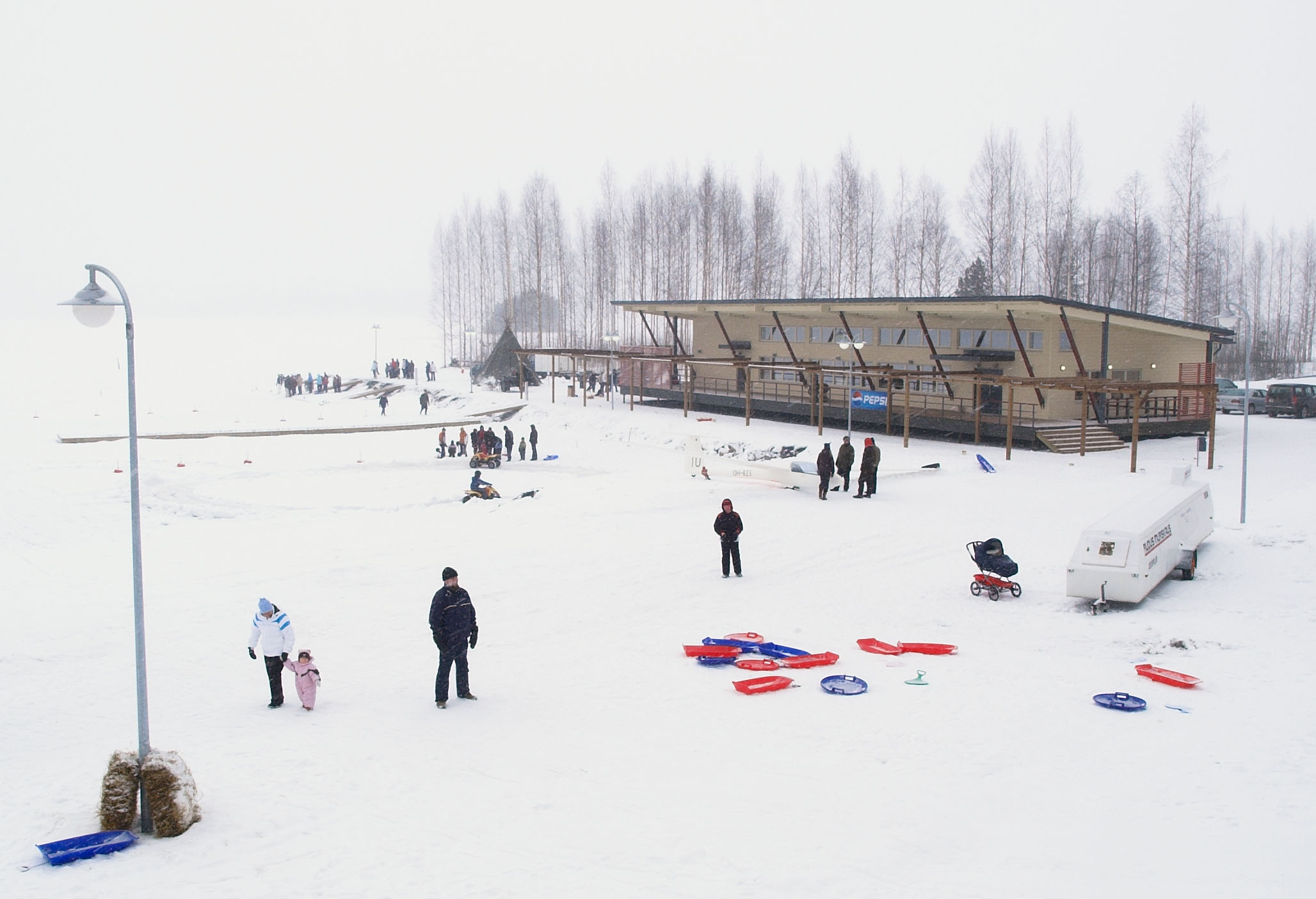
湖畔航站楼外部
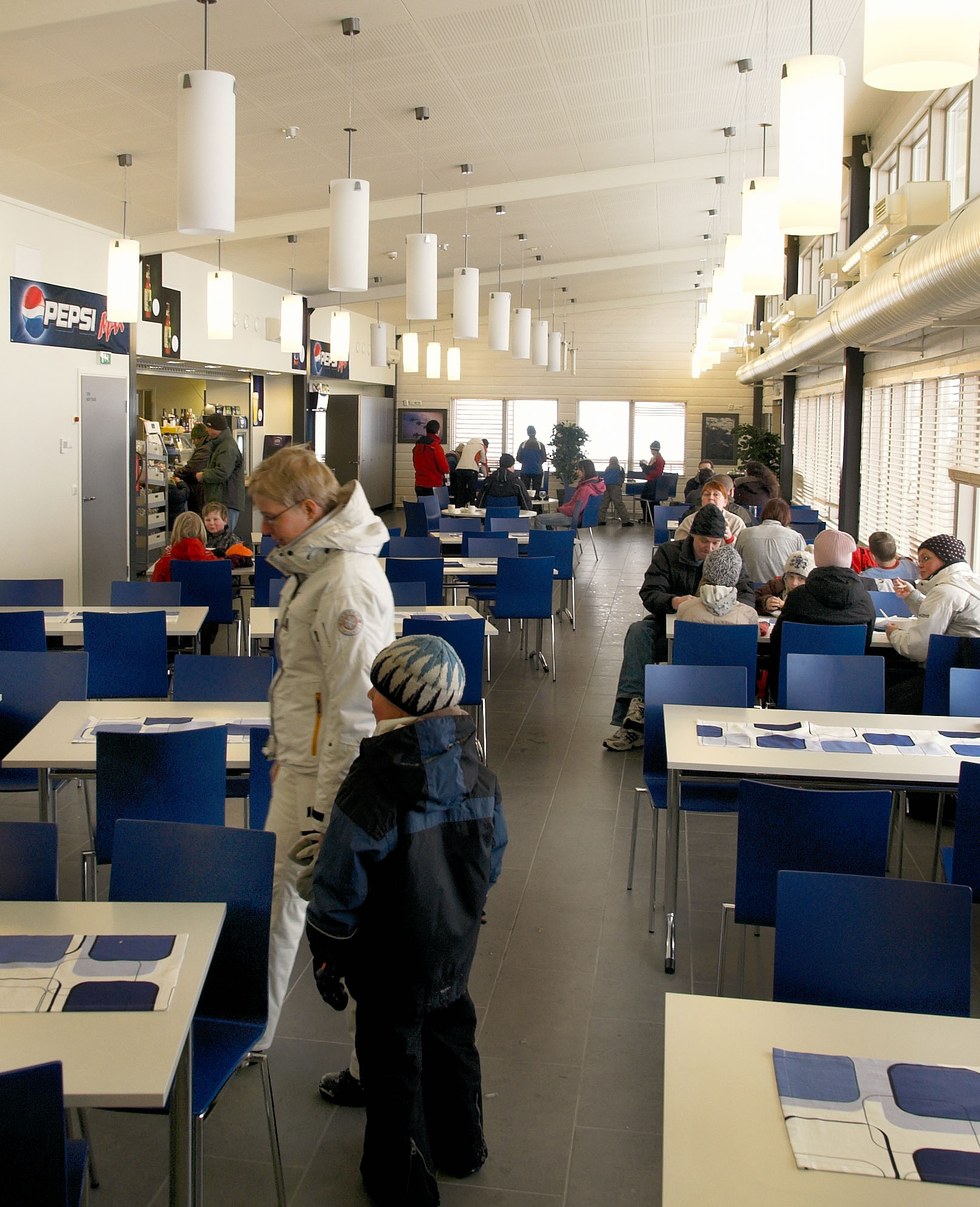
湖畔航站楼内部
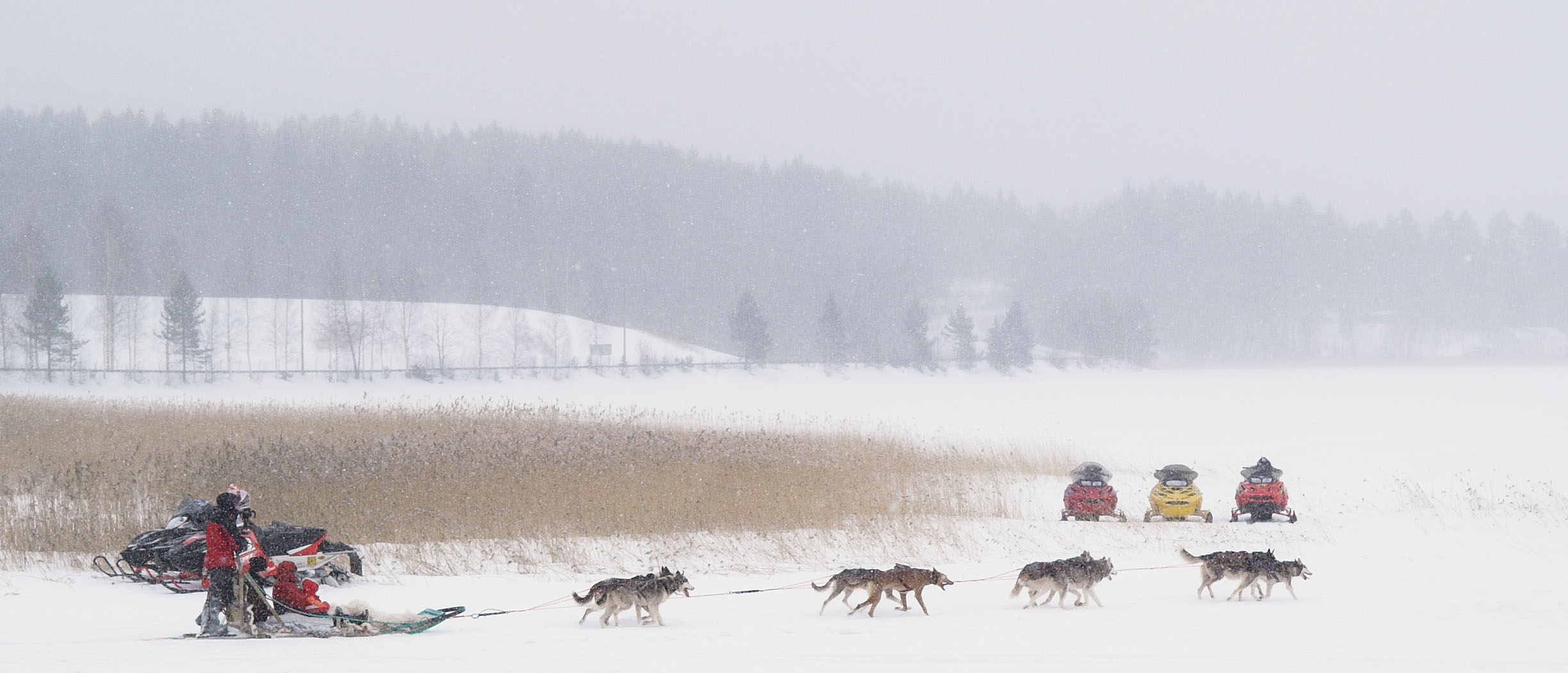
湖畔旅游村
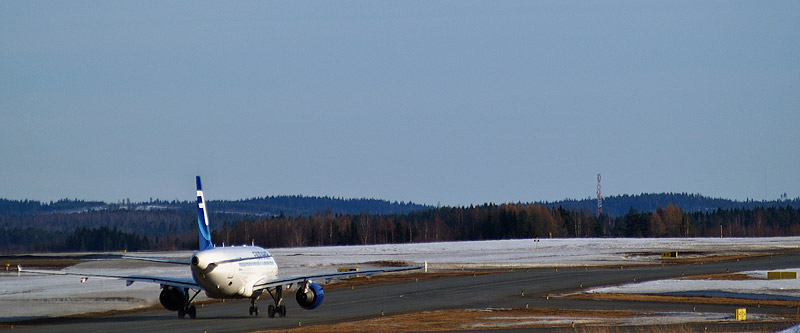
在库奥皮奥机场滑行的芬航空客A319客机

## 通航航空公司及航点
- 国内
  - 芬兰航空：赫尔辛基
  - 北欧区域航空（英语：Nordic Regional Airlines）：赫尔辛基